# Pseudoharpax virescens centralis
Pseudoharpax virescens centralis es una subespecie de mantis de la familia Hymenopodidae.

## Distribución geográfica
Se encuentra en Etiopía, República Democrática del Congo, Ruanda y Uganda.